# 吴育刚
吴育刚（英語：Chris Pang, 1984年12月29日—）是澳大利亚华人演员。

## 生平
1984年出生于澳大利亚墨尔本一个华人家庭，曾经出演《卧虎藏龙：青冥宝剑》、《破晓开战》、《我，弗兰肯斯坦》、《瘋狂亞洲富豪》、《神探俏嬌娃》、《马可·波罗》和《棕榈泉》，精通于国语和粤语，目前居住在洛杉矶。

## 家庭
外曾祖父是民主革命家、教育家黄乃裳。祖父来自广州，父亲在澳大利亚出生，母亲黄碧涵出生于台湾，曾拜叶问徒孙吴国树为师，1970年代移民到澳大利亚。